# Guihulngan

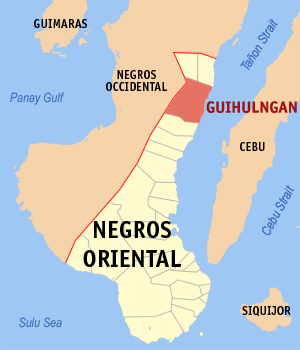
Bản đồ Negros Oriental với vị trí của Guihulngan

Guihulngan is a đô thị in the tỉnh Negros Oriental, Philippines. Theo điều tra dân số năm 2000, đô thị này có dân số 83.448 người trong 17.733 hộ.

## Barangay
Guihulngan được chia thành 33 barangay.
| - Bakid - Balogo - Banwague - Basak - Binobohan - Buenavista - Bulado - Calamba - Calupa-an - Hibaiyo - Hilaitan | - Hinakpan - Humayhumay - Imelda - Kagawasan - Linantuyan - Luz - Mabunga - McKinley - Nagsaha - Magsaysay - Malusay | - Mani-ak - Padre Zamora - Plagatasanon - Planas - Poblacion - Sandayao - Tacpao - Tinayunan Beach - Tinayunan Hill - Trinidad - Villegas |